# Aloe ngongensis
Aloe ngongensis är en grästrädsväxtart som beskrevs av Hugh Basil Christian. Aloe ngongensis ingår i släktet Aloe och familjen grästrädsväxter. Inga underarter finns listade i Catalogue of Life.